# 四川虾脊兰
四川虾脊兰（学名：Calanthe whiteana）为兰科虾脊兰属下的一个种。

## 開花期
於5至6月會開花

## 产地
在峨眉山1000-1800米的山下产出。
另外,除峨眉山之外,锡金和缅甸北部也有四川蝦脊蘭棲息。

## 扩展阅读
- 維基物種上的相關：四川虾脊兰

1. 1 2  [2-4673096-wrap ].   [2016-09-30].